# Juin 1913

## Événements
- 7 juin : Grand Prix automobile de Russie.
- 8 juin : suicide tragique de la suffragette Emily Davison au derby d'Epsom.
- 10 juin : cabinet Tisza en Hongrie (fin le 15 juin 1917). Les libéraux hongrois d’Étienne Tisza sont obligés d’accorder une réforme électorale faisant passer les électeurs de 1 à 1,9 million.
- 10 juin  au  1er juillet : tour d'Europe du Français Marcel Brindejonc des Moulinais qui passe notamment par Berlin, Varsovie, Dvinsk, Saint-Pétersbourg, Reval, Stockholm, Copenhague, Hambourg, La Haye et Paris.
- 17 - 21 juin : en réaction à la répression politique, les autonomistes organisent à Paris un congrès arabe, dont le retentissement incite le gouvernement jeune-turc à accepter des concessions. L’usage de la langue arabe dans l’administration et les établissements scolaires des provinces arabes est accepté. Un certain nombre de notables arabes se voient proposer des postes importants en Syrie. En acceptant, ils se discréditent aux yeux des autonomistes.
- 19 juin [1] : promulgation en Afrique du Sud des premières lois d'apartheid, ségrégation à l'égard des Noirs. Le Natives Land Act n°27 fixe la part des terres réservé à chaque communauté en Union sud-africaine. Les Noirs se voient attribuer 8 % des terres cultivables, alors qu’ils forment plus de 67 % de la population. Il leur est interdit de posséder et d’acheter des terres hors des réserves. Plus d’un million d'entre eux sont expulsés des terres qu’ils cultivaient. Dépossédés de leurs terres, les Noirs vont travailler dans les mines et les plantations européennes.
- 29 juin : destruction du prototype Avro E dans un accident qui coûte la vie à son pilote.

## Naissances
- 12 juin : 
  - Maurice Ohana, compositeur français († 13 juin 1992).
  - Jean-Victor Allard, militaire († 23 avril 1996).
- 21 juin :
  - Jean Daurand, comédien français († 11 mars 1989).
  - Luis Taruc, homme politique philippin († 4 mai 2005).
- 23 juin : Jacques Rabemananjara, écrivain et homme politique malgache († 2 avril 2005).
- 25 juin : Sabine André, actrice belge de théâtre et de cinéma.
- 26 juin : Aimé Césaire, poète et homme politique français († 17 avril 2008).
- 30 juin : Alfonso López Michelsen, président de la République de Colombie de 1974 à 1978 († 11 juillet 2007).

## Décès
- 13 juin : Camille Lemonnier, romancier, conteur, nouvelliste, essayiste belge (° 1844).
- 23 juin : Mikhaïl Demianov, peintre russe (° 7 décembre 1873).
- 27 juin : Philip Lutley Sclater, juriste et zoologiste britannique (° 1829).